# Cvetkovec
Cvetkovec är en ort i Kroatien.   Den ligger i länet Koprivnica-Križevcis län, i den nordöstra delen av landet, 70 km nordost om huvudstaden Zagreb. Cvetkovec ligger 181 meter över havet och antalet invånare är 244.
Terrängen runt Cvetkovec är platt. Runt Cvetkovec är det ganska glesbefolkat, med 21 invånare per kvadratkilometer. Närmaste större samhälle är Koprivnica, 11,2 km öster om Cvetkovec. I omgivningarna runt Cvetkovec växer i huvudsak lövfällande lövskog.